# Панамерички куп у хокеју на трави
Панамерички куп у хокеју на трави (енгл. Pan American Cup) је међународно такмичење америчких репрезентација у хокеју на трави.
Органиратор овог такмичења је Панамеричка хокејашка федерација (енгл. Pan American Hockey Federation, ПАХФ).
Такмичење је одржано први пут 2000. године у мушкој, а 2001. у женској конкуренцији.
По садашњем (стање 2009) систему такмичења, победник Панамеричког купа аутоматски стиче право учешћа на следећем светском купу односно победнице на следећем светском купу за жене.
Данас се у мушкој конкуренцији такмичи 12 екипа, а у женској 8.
Најуспешније су екипе Аргентине и Кубе код мушкараца, а Аргентина код жена.

## Мушкарци

### Резултати
| 2000. | Хавана, Куба    | Куба      | лига систем | Канада | Аргентина | лига систем | Чиле              |
| 2004. | Лондон, Канада  | Аргентина | 2:1         | Канада | Чиле      | 2:1         | Тринидад и Тобаго |
| 2009. | Сантијаго, Чиле | Канада    | 2:1 (прод.) | САД    | Аргентина | 4:0         | Чиле              |

### Вечна табела
Освајачи медаља после 2009.
| Екипа             | Првак    | Финалиста      | 3. место       |
| ----------------- | -------- | -------------- | -------------- |
| Канада            | 1 (2009) | 2 (2000, 2004) |                |
| Аргентина         | 1 (2004) |                | 2 (2000, 2009) |
| Куба              | 1 (2000) |                |                |
| САД               |          | 1 (2009)       |                |
| Чиле              |          |                | 1 (2004)       |
| Тринидад и Тобаго |          |                |                |

## Жене

### Резултати
| 2001. | Кингстон, Јамајка  | Аргентина | 4:1               | САД | Канада | 6:0 | Уругвај           |
| 2004. | Бриџтаун, Барбадос | Аргентина | 3:0               | САД | Канада | 5:0 | Уругвај           |
| 2009. | Хамилтон, Бермуди  | Аргентина | 2:2 (7:6) (rasp.) | САД | Чиле   | 2:1 | Тринидад и Тобаго |

### Вечна табела
Освајачице медаља после 2009.
| Екипа     | Првак                | Финалиста            | 3. место       |
| --------- | -------------------- | -------------------- | -------------- |
| Аргентина | 3 (2001, 2004, 2009) |                      |                |
| САД       |                      | 3 (2001, 2004, 2009) |                |
| Канада    |                      |                      | 2 (2001, 2004) |
| Чиле      |                      |                      | 1 (2009)       |